# Научная фотография

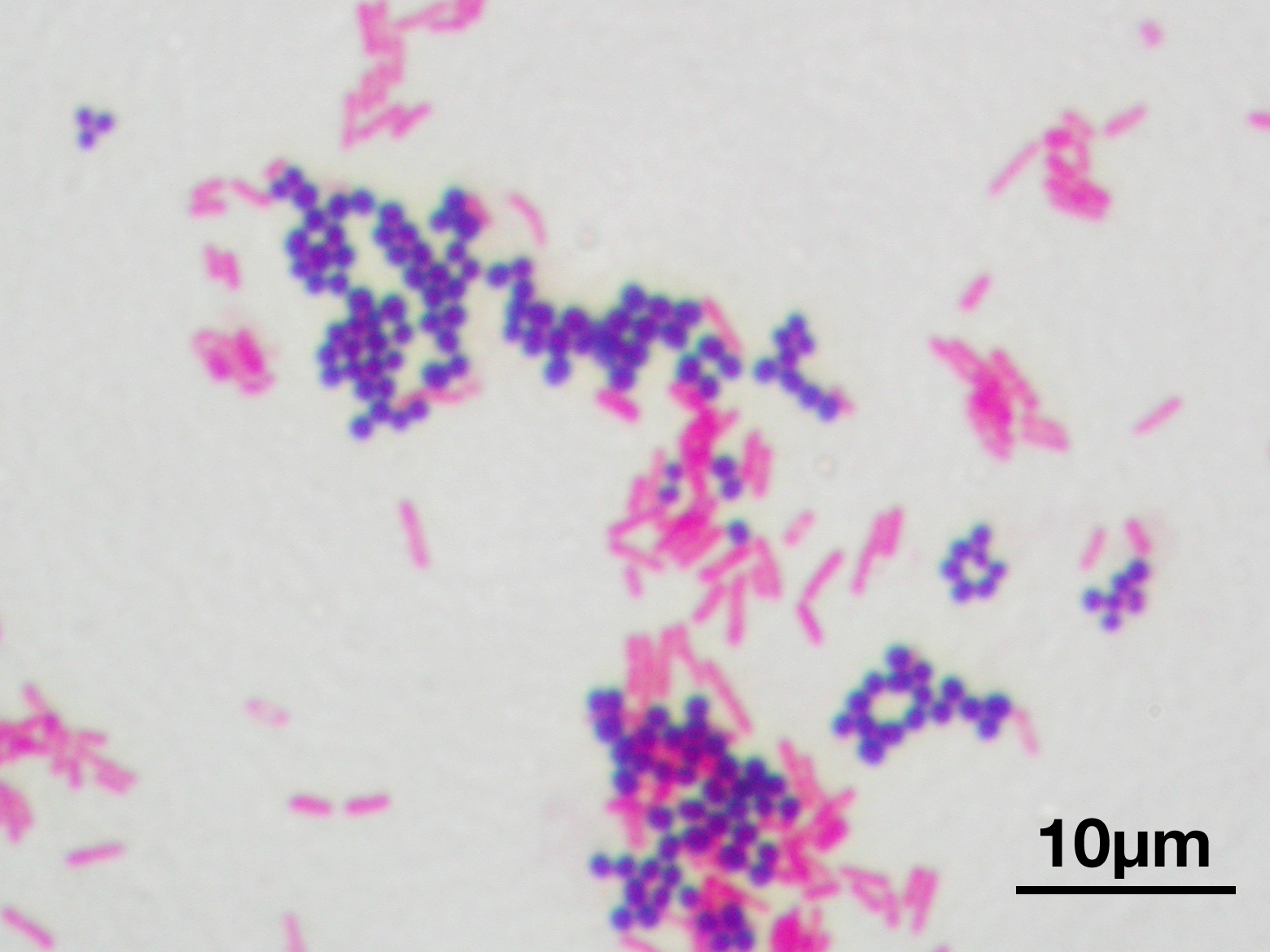
Пример научной фотографии: микроорганизмы, окрашенные по Грамму под микроскопом. В нижнем углу кадра - индикатор масштаба

Научная фотография - вид фотографии осуществляемой для проведения научных исследований. Широко используется практически во всех областях естественных и прикладных наук.

## Виды научной фотографии

### Фоторегистрация предметов в видимом свете
Наиболее широко распространённый вид научной фотографии. Применяется практически во всех отраслях наук. Целью фоторегистрации является сохранения образа объекта съёмки в заданный момент времени с целью последующего анализа характеристик объекта как то линейные и угловые размеры, взаимное расположение частей, яркость, цвет, прозрачность отдельных участков.
Для данного вида съёмки может использоваться как фотоаппаратура общего назначения, так и специализированные камеры. При фоторегистрации важным является точное знание масштаба изображения и параметров съёмки. Это достигается съёмкой одновременно с объектом специализированной высококонтрастной масштабной линейки или сетки, а также документированием параметров съёмки в журнале.  При съёмке часто используются светофильтры.

### Фоторегистрация осциллограмм
До появления цифровых осциллографов основным способом регистрации осциллограмм был фотографический. Выпускались как специальные фотоосциллографы (светолучевые с непосредственной записью на фотоматериал, электронно-лучевые объединённые с фотографической камерой), так и специальные приставки к обычным осциллографам, позволяющие производить съёмку осциллограммы на экране зеркальным фотоаппаратом. Электронно-лучевые трубки осциллографов, предназначенных для фотосъёмки осциллограмм имели не зелёный, а синий цвет свечения экрана, поскольку фотоплёнки чувствительны в основном к коротковолновой области спектра.

### Фоторегистрация спектрограмм

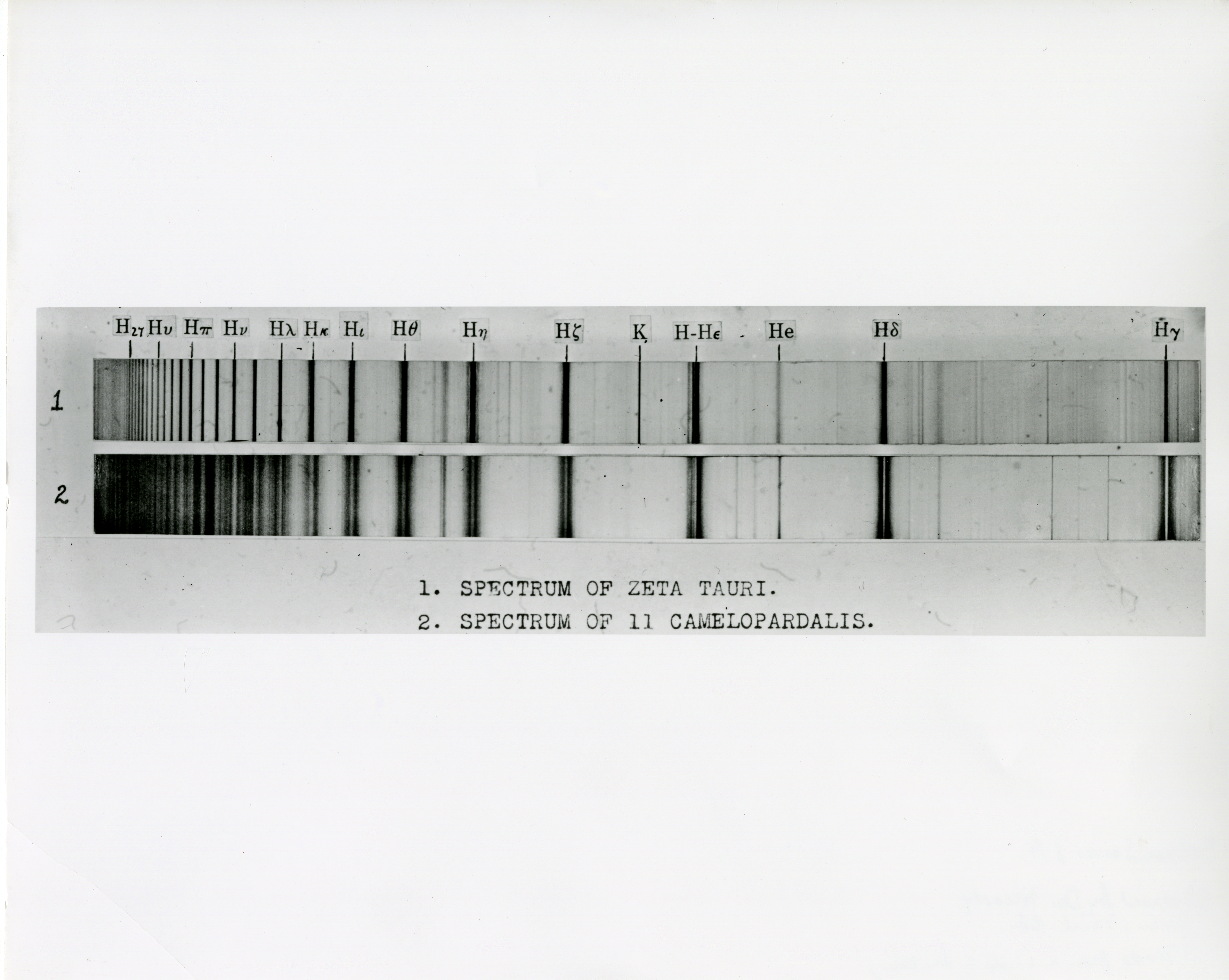
Фотография спектра с хорошо видимыми фраунгоферовыми линиями

Находит применение в оптической спектрометрии. Осуществляется с помощью специализированных камер на фотоплёнки, сенсибилизированные в широком спектре длин волн. В настоящее время осуществляется с помощью светочувствительных ПЗС линеек.

### Фоторегистрация в инфракрасном и ультрафиолетовом диапазонах
Находит применение в тех случаях, когда необходимо исследовать оптические характеристики объекта в невидимых областях электромагнитного излучения. Реализуется с помощью специальных камер, имеющих объективы, прозрачные для инфракрасной (ультрафиолетовой) части спектра. Съёмка выполняется только со светофильтрами.

### Рентгеновская фотография (рентгенография)
Используется в приложениях интроскопии, рентгеноструктурного анализа, астрофизике. Основную проблему составляет практическая невозможность фокусировки рентгеновского излучения. Поэтому снимки в рентгеновских лучах выполняются на фотоматериалы больших размеров.

### Фоторегистрация ионизирующих частиц
Фотографические материалы, как правило чувствительны к ионизирующим частицам. Эта чувствительность может быть обусловлена как непосредственным воздействием ионизирующей частицы на молекулы фотографической эмульсии или электронные компоненты ячейки цифровой фотоматрицы, так и опосредовано через оптическое излучение, создаваемой при взаимодействии ионизирующей частицы с веществом (люминесценция, излучение Черенкова).